# Tadeusz Dietrich

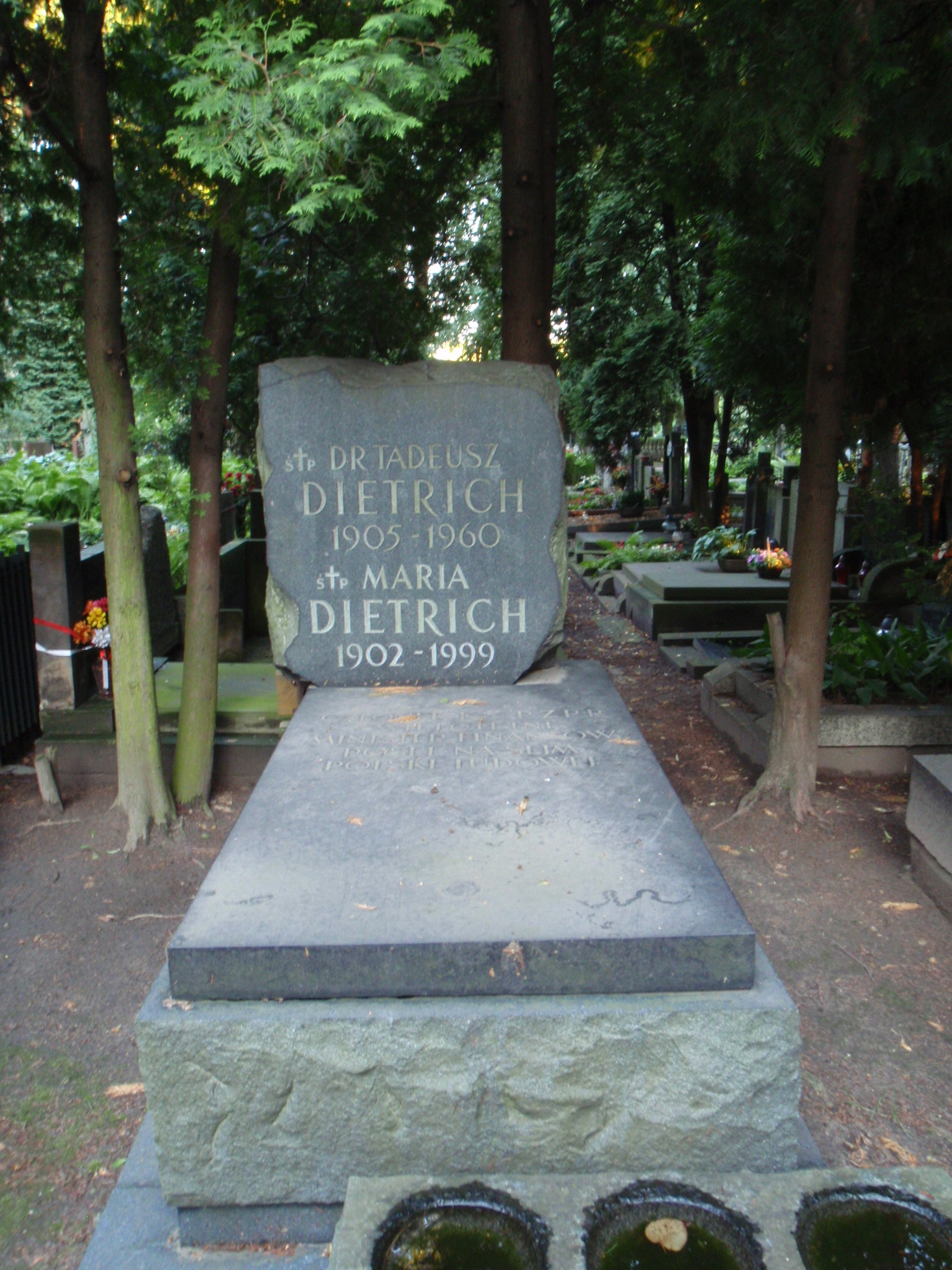
Grób Tadeusza Dietricha na cmentarzu Wojskowym na Powązkach

Tadeusz Barnaba Dietrich (ur. 14 czerwca 1905 w Łodzi, zm. 28 lipca 1960 w Uppsali w Szwecji) – polski ekonomista i polityk komunistyczny. Poseł na Sejm Ustawodawczy oraz na Sejm PRL I kadencji, minister handlu wewnętrznego (1949–1952) oraz minister finansów (1952–1960).

## Życiorys
Syn Bolesława i Heleny. Studiował na wydziale finansowo-ekonomicznym Wyższej Szkoły Nauk Społecznych i Ekonomicznych w Łodzi, następnie na wydziale prawno-ekonomicznym Uniwersytetu Poznańskiego, doktorat obronił na Uniwersytecie Toruńskim (doktoryzował się w naukach prawnych i ekonomicznych). Od 1925 pracował w administracji skarbowej w Poznaniu i Łodzi, w latach 1936–1939 pracował w Ministerstwie Skarbu. W trakcie wojny pracował w przedsiębiorstwach prywatnych, w 1945 w Izbie Skarbowej w Łodzi, w latach 1945–1946 dyrektor departamentu podatkowego w Ministerstwie Skarbu, następnie do 1948 jego podsekretarz stanu.
W 1945 wstąpił do Polskiej Partii Socjalistycznej, a w 1948 do Polskiej Zjednoczonej Partii Robotniczej. Od 1947 członek Rady Naczelnej PPS, a w latach 1948–1960 Komitetu Centralnego PZPR. Pełnił mandat poselski na Sejm Ustawodawczy oraz na Sejm PRL I kadencji z okręgu Prudnik. W latach 1948–1949 prezes Centralnego Urzędu Planowania, następnie do 1952 minister handlu wewnętrznego, a w latach 1952–1960 minister finansów.
Zaliczany do byłych członków PPS zbliżonych do „puławian” podczas walki o władzę w kierownictwie PZPR w latach pięćdziesiątych. Był stałym członkiem Komitetu Współpracy Gospodarczej i Naukowo-Technicznej z Zagranicą.
Był żonaty z Marią Reginą z Dzienisiewiczów (1902–1999).
Zmarł 28 lipca 1960. Po przewiezieniu jego zwłok ze Szwecji został pochowany 1 sierpnia 1960 na cmentarzu Wojskowym na Powązkach w Warszawie (kwatera A 27-Tuje-15).

## Ordery i odznaczenia
- Order Sztandaru Pracy I klasy (pośmiertnie, 1960)[6]
- Krzyż Komandorski Orderu Odrodzenia Polski (22 lipca 1947)[7]
- Krzyż Oficerski Orderu Odrodzenia Polski
- Krzyż Kawalerski Orderu Odrodzenia Polski (18 stycznia 1946)[8]
- Złoty Krzyż Zasługi[9]
- Order 9 września 1944 II stopnia (Bułgaria, 1948)[10]